# Мария Атанасова
Мария Георгиева Атана̀сова (26 декември 1926 – 11 април 2000) е български летец-пилот, първата жена командир на тежък тип самолет в света, първата българка граждански пилот.

## Биография
Родена е в Калековец, област Пловдив на 26 декември 1926 г. През 1950 г. завършва в първата група жени пилоти на Висшето народно военновъздушно училище в Долна Митрополия. До 1952 г. работи като инструктор в училището. Тогава завършва школата за пилоти изтребители. Между 1953 и 1974 г. лети като пилот и командир на самолетите „Ли-2“, „Ил-14“, „Ил-18“, и „Ту-134“ по маршрутите на „БГА Балкан“. Общият ѝ полет наброява 13 999 часа. През 1965 г. става първата жена, приземила пътнически самолет на лондонското летище „Хийтроу“, което става при екстремни условия. През 1966 – 1971 г. е народен представител в V народно събрание.
Почива на 11 април 2000 г.

## Памет
На Мария Атанасова е наречена улица в квартал „Аерогарата“ в София (Карта).

## Отличия и ордени
- 1967 г. – удостоена е с орден „Герой на социалистическия труд“;
- 1967 г. – удостоена е с орден „Георги Димитров“.[2]